# Baone
Baone (velenceiül Baon) település Olaszországban, Veneto régióban, Padova megyében. Lakosainak száma 3058 fő (2023. január 1.). Baone Cinto Euganeo, Este, Galzignano Terme, Monselice, Arquà Petrarca és Lozzo Atestino községekkel határos.

## Népesség
A település népességének változása:
| Lakosok száma | 3126 | 3080 | 3058 |
|               | 2017 | 2018 | 2023 |